# Contea di Pingding
La contea di Pingding (平定县S, Píngdìng XiànP) è una contea della Cina, situata nella provincia dello Shanxi e amministrata dalla prefettura di Yangquan.